# Аксу (река)
За други значения вижте Аксу (пояснителна страница)
Аксу (на казахски: Ақсу, бяла вода; на руски: Аксу) е река, протичаща по територията на югоизточната част на Казахстан (Алматинска област), вливаща се в езерото Балхаш. Дължина 316 km. Площ на водосборния басейн 5040 km².
Река Аксу води началото си от ледниците, стичащи се по северния склон на планината Джунгарски Алатау. До сгт Джансугуров тече на север в дълбока планинска долина, след което завива на северозапад и до устието си тече през пустините Жалкум и Люкум, части от обширната Балхаш-Алаколска котловина. В този участък водното и количество значително намалява поради отсъствието на притоци и се разделя на ръкави и старици. Влива се от юг в залива Кукан, в източната (солена) част на езерото Балхаш. Има предимно снежно-ледниково подхранване с ясно изразено пълноводие от май до август. Среден годишен отток при сгт Джансугуров 11,2 m³/s. След излизането ѝ от планината водите ѝ основно се използват за напояване. Освен сгт Джансугуров, надолу по течението ѝ е разположено сгт Матай.